# Operation Ke
Operation Ke (ケ号作戦) var kodenavnet for den stort set vellykkede tilbagetrækning af japanske styrker fra Guadalcanal ved afslutningen af slaget om Guadalcanal under 2. verdenskrig. Operationen fandt sted mellem den 14. januar og den 7. februar 1943 og involverede både den japanske hær og flådestyrker underlagt den japanske overkommando. Den direkte ledelse af operationen havde Isoroku Yamamoto og Hitoshi Imamura.
Japanerne besluttede at trække sig tilbage og overlade Guadalcanal til de Vestallierede af flere grunde: Alle japanske forsøg på at generobe Henderson Field, som var den flyveplads på Guadalcanal, der blev brugt af de allierede, var slået fejl med store tab for japanerne til følge; De japanske styrker på Guadalcanal fik for få forsyninger, og tropperne på øen var i stort tal begyndt at bukke under for sult og sygdom; De japanske flådestyrker i området led store tab under forsøgene på at forstærke og forsyne de japanske styrker på øen. Disse tab, og de ressourcer, det forventedes ville være nødvendigt for at indlede flere forsøg på at generobre Guadalcanal, var begyndt at få betydning for gennemførelsen af andre strategiske operationer i andre områder af det japanske rige. Beslutningen om at trække sig tilbage blev godkendt af kejser Hirohito den 31. december 1942.
Operationen blev indledt den 14. januar med landsætningen af en bataljon infanteri på Guadalcanal, som skulle fungere som bagtrop under evakueringen. Omkring samme tidspunkt begyndte japanske flåde- og hærstyrker et forsøg på at opnå overlegenhed i luften omkring Salomonøerne og Ny Guinea. Under kampene blev en amerikansk krydser sænket i Slaget ved Rennell Island. To dage senere sænkede et japansk fly en amerikansk destroyer ved Guadalcanal. Den faktiske tilbagetrækning blev gennemført om natten den 1., 4. og 7. februar med destroyere. Bortset fra nogle angreb fra flyvebåde og patruljebåde mod de evakuerende destroyere gjorde de allierede styrker ingen forsøg på at sinke tilbagetrækningen, da de allierede hærchefer troede, at operationen gik ud på at forstærke de japanske styrker – ikke at evakuere dem.
I alt evakuerede japanerne 10.652 mand fra Guadalcanal. Under evakueringen blev en destroyer sænket, mens tre andre blev beskadiget. Den 9. februar gik det op for de allierede styrker, at japanerne var borte, og de erklærede, at Guadalcanal var sikret, hvilket afsluttede det seks måneder lange slag om kontrollen over øen.

## Baggrund

### Slaget om Guadalcanal
Den 7. august 1942 gik vestallierede styrker i land på Guadalcanal, Tulagi og Floridaøerne på Salomonøerne. Landsætningerne på øerne havde til formål at forhindre, at de blev brugt af japanerne til opbygning af baser, der kunne true forsyningsruterne mellem USA og Australien, og at sikre sig øerne som udgangspunkt for et felttog, der havde som mål at erobre eller neutralisere den store japanske base ved Rabaul, samtidig med at de støttede de allieredes felttog på Ny Guinea. Landsætningerne blev begyndelsen på det seks måneder lange slag om Guadalcanal.
Japanerne blev overrasket, og ved aftenstid den 8. august havde de allierede tropper (som fortrinsvis var fra United States Marine Corps) sikret sig Tulagi og nogle små øer i nærheden samt den japanske flyveplads, som var under opbygning ved Lunga Point på Guadalcanal. De allierede omdøbte senere flyvepladsen til "Henderson Field". Allierede fly, som opererede fra Henderson, blev kaldt "Cactus Air Force" (CAF) efter det allierede kodenavn for Guadalcanal.
Som reaktion på de allierede landsætninger på Guadalcanal overdrog den japanske overkommando den 17. armé, som havde hovedkvarter i Rabaul, opgaven med at generobre Guadalcanal. 17. armé var i størrelse som et armékorps og var underlagt generalløjtnant Harukichi Hyakutake.
På grund af truslen fra flyene i Cactus Air Force kunne den japanske flåde ikke bruge store langsomme fragtskibe til at fremføre tropper og forsyninger til øen. I stedet blev der brugt hurtige krigsskibe med base ved Rabaul eller på Shortlandøerne til at sejle tropper og forsyninger til Guadalcanal. De japanske krigsskibe, som fortrinsvis var lette krydsere og destroyere fra 8. flåde under kommando af viceadmiral Gunichi Mikawa kunne i reglen nå at sejle ned gennem "revnen" (the slot) til Guadalcanal, losse tropper og forsyninger og sejle tilbage i løbet af en enkelt nat, hvilket mindskede risikoen for luftangreb fra Cactus Air Force. Disse hurtige forsyningstogter blev gennemført under hele slaget og fik betegnelsen "Tokyo Express" af de allierede styrker og "Rottetransporter" af japanerne.
Med tropper, som på denne måde var blevet overført til Guadalcanal, forsøgte den japanske hær tre gange at generobre Henderson Field, men blev besejret hver gang. Efter det tredje fejlslagne forsøg slog endnu et forsøg på at overføre resten af den 38. infanteridivision og dens tunge udstyr til øen under søslaget ved Guadalcanal fra 12. – 15. november også fejl. Af denne grund opgav japanerne deres næste planlagte forsøg på at generobre Henderson Field.
I midten af november angreb allierede styrker japanerne i Buna-Gona på Ny Guinea. Lederne af den japanske kombinerede flåde, der havde hovedkvarter på Truk og var underlagt admiral Isoroku Yamamoto, mente, at den allierede fremrykning på Ny Guinea var en større trussel mod kejserrigets sikkerhed end en allieret tilstedeværelse på Salomonøerne. Derfor begyndte den kombinerede flådes stabsofficerer at forberede planer for opgivelse af Guadalcanal og i stedet prioritere ressourcer og operationer ved Ny Guinea. Flåden informerede på dette tidspunkt ikke hæren om sine hensigter.
Da man kom ind i december havde japanerne betydelige vanskeligheder med at holde deres tropper på Guadalcanal forsynet med mad og våben, fordi de allierede gennemførte angreb på den japanske forsyningskæde af skibe og baser. De få forsyninger, der nåede frem, var ikke nok til at brødføde de japanske tropper, og omkring den 7. december var man oppe på at miste 50 mand om dagen på grund af fejlernæring, sygdom og angreb fra de allierede. Japanerne havde overført næsten 30.000 tropper til Guadalcanal, siden slaget var begyndt, men i december var kun omkring 20.000 af dem i live, og kun omkring 12.000 var mere eller mindre klar til kamp, mens resten var sat ud af spillet, fordi de var sårede, syge eller fejlernærede.
Den japanske flåde fortsatte med at miste eller få beskadiget sine skibe ved forsøg på at holde de japanske styrker på Guadalcanal forsynet. En destroyer blev sænket af amerikanske krigsskibe i slaget ved Tassafaronga den 30. november. En anden destroyer og en ubåd blev sænket og to destroyere beskadiget af amerikanske patruljebåde og angreb fra Cactus Air Forve under de efterfølgende forsyningsmissioner fra 3. til 12. december. Flådens frustrationer blev ikke mindre af, at meget få af forsyningerne på disse missioner rent faktisk nåede frem til japanske styrker på øen. Lederne af den kombinerede flåde begyndte at fortælle deres modparter i hæren, at de tab og ødelæggelser, som flåden led under forsyningen af tropperne, var en trussel mod fremtidige strategiske planer om beskyttelse af det japanske rige.

### Beslutningen om tilbagetrækning
I gennem hele november fortsatte Japans øverste militære ledere i overkommandoen i Tokyo med at støtte fortsatte forsøg på at generobre Guadalcanal fra de allierede. Samtidig begyndte lavere rangerende stabsofficerer diskret at diskutere, om man skulle opgive øen. Takushiro Hattori og Masanobu Tsuji, som begge havde besøgt Guadalcanal for nylig, fortalte deres kolleger i staben, at det var håbløst at forsøge at erobre øen. Ryūzō Sejima rapporterede, at den japanske troppestyrke på Guadalcanal var blevet nedslidt i en grad, så fremtidige operationer ville være umulige. Den 11. december vendte to stabsofficerer, kommandørkaptajn Yuji Yamamoto og major Takahiko Hayashi, tilbage til Tokyo fra Rabaul og bekræftede Hattoris, Tsujis og Sejimas rapporter. De rapporterede desuden, at de fleste flåde- og hærofficerer i Rabaul lod til at støtte en opgivelse af Guadalcanal. Omkring dette tidspunkt meddelte det japanske krigministerium overkommandoen, at der ikke var tilstrækkelig skibskapacitet til både at understøtte bestræbelserne på at generobre Guadalcanal og til at transportere strategiske ressourcer, der kunne opretholde Japans økonomi og væbnede styrker.
Den 19. december ankom en delegation af stabsofficerer fra overkommandoen under ledelse af oberst Joichiro Sanada, der var chef for overkommandoens operationsafdeling, til Rabaul for at føre drøftelser om fremtidige planer vedrørende Ny Guinea og Guadalcanal. Hitoshi Imamura, chefen for 8. områdearmé, der havde ansvaret for hærens operationer i Ny Guinea og Salomonøerne, anbefalede ikke direkte en tilbagetrækning fra Guadalcanal; men beskrev åbent og klart de øjeblikkelige vanskeligheder, der var ved at foretage nye forsøg på at generobre øen. Imamura fastslog også, at enhver beslutning om at tilbagetrækning også skulle indeholde planer om evakuere så mange soldater som muligt fra Guadalcanal.
Sanada vendte tilbage til Tokyo den 25. december og anbefalede overkommandoen, at Guadalcanal straks skulle opgives, og at alle kræfter skulle sættes ind i felttoget på Ny Guinea. Overkommandoens topledere enedes om Sanadas anbefalinger den 26. december og beordrede deres stabe til at begynde at udforme planer for tilbagetrækning fra Guadalcanal og etablering af en ny forsvarslinje i den centrale del af Salomonøerne.
Den 28. december informerede general Hajime Sugiyama og admiral Osami Nagano personligt kejser Hirohito om beslutningen om tilbagetrækning fra Guadalcanal. Den 31. december godkendte kejseren formelt beslutningen.

### Plan og styrker
Den 3. januar meddelte den japanske overkommando 8. områdearmé og den kombinerede flåde beslutningen om tilbagetrækning fra Guadalcanal. Den 9. januar havde den kombinerede flåde og 8. områdearmé i fællesskab udarbejdet planen, som officielt fik betegnelsen Ke.
Planen gik ud på, at en bataljon fra hæren skulle landsættes fra destroyere på Guadalcanal omkring den 14. januar for at fungere som bagtrop under evakueringen. 17. armé skulle begynde tilbagetrækningen til den vestlige ende af øen omkring den 25. eller 26. januar. Et forsøg på at skaffe luftoverlegenhed i de sydlige salomonøer skulle begynde den 28. januar. 17. armé skulle opsamles ad 3 omgange af destroyere i den første uge af februar med en forventet afslutningsdato den 10. februar. Samtidig skulle japanske fly og skibe udføre tydelige manøvrer og mindre angreb omkring Ny Guinea og Marshalløerne, og der skulle sendes vildledende radiomeddelelser i et forsøg på at gøre de allierede usikre på de japanske hensigter.
Yamamoto sendte hangarskibene Junyō og Zuiho, slagskibene Kongō og Haruna sammen med fire tunge krydsere og en destroyer som afskærmning under kommando af Nobutake Kondō af sted for at yde fjerndækning til Ke omkring Ontong Java i den nordlige del af Salomonøerne. Evakueringerne skulle gennemføres af Mikawas 8. flåde, der bestod af de tunge krydsere Chōkai og Kumano, den lette krydser Sendai og 21 destroyere. Mikawas destroyere skulle udføre den egentlige evakuering. Yamamoto forventede, at mindst halvdelen af Mikawas destroyere ville blive sænket under operationen.
Til støtte for luftoverlegenhedsdelen af operationen kunne man trække på flådens 11. luftflåde og hærens 6. luftdivision, der havde base i Rabaul, med henholdsvis 212 og 110 fly. Hertil kom 64 fly fra hangarskibet Zuikaku, som midlertidigt var overført til Rabaul. Hertil kom 60 flyvebåde fra flådens "R"-områdeflyvevåben med base i Rabaul, Bougainville og Shortlandøerne, som bragte det samlede antal japanske fly i operationen op på 436. De kombinerede flystyrker i området indgik i den Sydøstlige områdeflåde under kommando af Jinichi Kusaka i Rabaul.
Over for japanerne og under kommando af admiral William Halsey, Jr., chefen for de allierede styrker i det sydlige stillehav, stod de store hangarskibe Enterprise og Saratoga, seks eskortehangarskibe, tre hurtige slagskibe, fire gamle slagskibe, 13 krydsere og 45 destroyere. I luften havde 13. luftstyrke 92 jagere og bombefly under brigadegeneral Nathan F. Twining og CAF på Guadalcanal med 81 fly under brigadegeneral Francis P. Mulcahy. Kontreadmiral Aubrey Fitch var chef for flyene i det sydlige stillehav. Flyene på hangarskibe og eskortehangarskibe udgjorde yderligere 339 fly. Hertil kom 30 tunge bombefly, som var stationeret rundt om på Ny Guinea og havde tilstrækkelig rækkevidde til at kunne gennemføre operationer over Salomonøerne. I alt havde de allierede omkring 539 fly, som kunne sættes ind mod operation Ke.
Da man nåede den første uge af januar, havde sygdom, sult og kamp reduceret Hyukutakes styrke til omkring 14.000 tropper, hvoraf mange var for syge og underernærede til at kunne kæmpe. 17. armé havde tre fungerende feltkanoner og en alvorlig mangel på granater. I modsætning hertil havde den allierede øverstkommanderende på øen, generalmajor Alexander Patch en samlet styrke af soldater fra hæren og marinekorpset på 50.666 mand. Han rådede over 167 stykker artilleri, herunder 75 mm, 105 mm og 155 mm haubits og store lagre af granater.

## Operation

### Forberedelse
Den 1. januar udskiftede det japanske militær sine radiokoder, hvilket gjorde det sværere for de allierede efterretningstjenester, som tidligere delvis havde brudt de japanske koder, at gætte japanerne hensigter og bevægelser. Efterhånden som man kom hen i januar, bemærkede allierede rekognosceringsfly og analyser af radiotrafik en opbygning af skibe og fly ved Truk, Rabaul og Shortlandøerne. Allierede analytikere nåede frem til, at den stigende radiotrafik i Marshalløerne var en afledning, som skulle flytte opmærksomheden væk fra en operation, som skulle foregå enten på Ny Guinea eller på Salomonøerne. De allierede efterretningsfolk misfortolkede imidlertid karakteren af denne operation. Den 26. januar meddelte stillehavskommandoens efterretningsenhed de allierede styrker i Stillehavet, at japanerne forberedte en ny offensiv med betegnelsen Ke enten på Salomonøerne eller Ny Guinea.
Den 14. januar overførte en Tokyo Express bestående af 9 destroyere Yano bataljonen, der var udset til at være bagtrop under Ke-evakueringen, til Guadalcanal. Bataljonen, som var under kommando af major Keiji Yano, bestod af 750 infanterister og et batteri bjergkanoner med yderligere 100 mand. Sammen med bataljonen ankom oberstløjtnant Kumao Imoto som repræsentant for 8. områdearmé, der skulle aflevere evakueringsordren og de tilhørende planer til Hyakutake. 17. armé var endnu ikke blevet informeret om beslutningen om tilbagetrækning. Cactus Air Force og 13. luftstyrkes angreb på de 9 destroyere under deres tilbagerejse beskadigede destroyerne Arashi og Tanikaze og ødelagde 8 japanske jagere, som eskorterede konvojen. Fem amerikanske fly blev skudt ned.
Sent den 15. januar nåede Imoto frem til 17. armés hovedkvarter på Kokumbona og meddelte Hyakutake og hans stab beslutningen om tilbagetrækningen fra øen. Staben for 17. armé accepterede modstræbende ordren den 16. og videregav evakueringsplanen til deres enheder den 18. Ifølge planen skulle 38. division, som på dette tidspunkt forsvarede sig mod den amerikanske offensiv på bakker og højderygge i det indre af øen, frigøre sig og trække sig tilbage mod Kap Esperance i den vestlige ende af Guadalcanal fra den 20. Tilbagetrækningen af 38. division ville blive dækket af 2. infanteridivision, som havde været på Guadalcanal siden oktober 1942, og Yano-bataljonen, som herefter begge ville følge efter 38. division vest på. Tropper, som ikke kunne trække sig tilbage, blev opfordret til at begå selvmord for derigennem at opretholde den kejserlige hærs ære.

### Tilbagetrækning vestpå
Patch indledte en ny offensiv, netop som 38. division begyndte at trække sig tilbage fra de højderygge og bakker, som den havde holdt. Den 20. januar angreb 25. infanteridivision under generalmajor J. Lawton Collins nogle bakker, som havde fået betegnelserne Hill 87, 88 og 89 af amerikanerne, og som udgjorde en højderyg, der dominerede Kokumbona. De stødte på langt mindre modstand end ventet, og amerikanerne havde erobret de tre bakker i løbet af morgenen den 22. Collins udnyttede det uventede gennembrud og sendte tropper frem og erobrede de næste to bakker, hill 90 og 91 inden aften, hvorved amerikanerne kom i stilling til at isolere og erobre Kokumbona og indeslutte den 2. japanske division.
Japanerne reagerede hurtigt, evakuerede Kokumbona og beordrede 2. division til at trække sig vestpå straks. Amerikanerne erobrede Kokumbona den 23. januar. Selv om nogle japanske enheder blev indesluttet mellem de amerikanske styrker og nedkæmpet, undslap hovedparten af de overlevende fra 2. division.
Patch var stadig bange for, at japanerne ville genoptage offensiven med nye forstærkninger, og han valgte derfor kun at indsætte et angreb af gangen i angreb mod de japanske styrker vest for Kokumbona, men han holdt resten i nærheden af Lunga Point for at beskytte flyvepladsen. Terrænet vest for Kokumbona var velegnet til japanernes forsøg på at forsinke amerikanerne, mens resten af 17. armé fortsatte tilbagetrækningen mod Kap Esperance. Den amerikanske fremrykning blev klemt ind i en korridor på 275 – 550 meter bred mellem havet på den ene side og junglen med stejle koralrygge på den anden. Højderyggene, som løb vinkelret på kysten, indeholdt talrige vandløb, som gennemskar korridoren.
Den 26. januar stødte en kombineret styrke af amerikanske marinesoldater og soldater fra hæren vestpå og stødte på Yano bataljonen ved Marmurafloden. Japanerne stoppede midlertidigt amerikanernes fremrykning og trak sig herefter vestpå i løbet af de næste tre dage. Den 29. januar trak Yoni bataljonen sig tilbage over Bonegifloden, hvor soldater fra 2. division havde etableret en ny forsvarsstilling.
De japanske stillinger ved Bonegi holdt stand mod amerikanernes fremrykning i næsten tre dage. Den 1. februar lykkedes det amerikanerne med støtte fra destroyerne USS Wilson og Anderson at krydse floden, men de pressede ikke straks videre vestpå.

### Luftslag
Ke-operationens kamp for luftoverlegenhed begyndte i midten af januar med natlige chikaneangreb på Henderson Field udført af 3-10 fly, som ikke forårsagede mange skader. Den 20. januar bombarderede en enkelt Kawanishi H8K Espiritu Santo. Den 25. januar sendt den japanske flåde 58 zero-jagere af sted i angreb mod Guadalcanal i dagslys. Som svar sendte Cactus Air Force otte Wildcat- og seks P-38-jagere i luften, og de nedskød fire zeroer uden selv at lide tab.
Et nyt stort angreb blev gennemført den 27. januar af 9 Kawasaki Ki-48 "Lily" lette bombefly, som havde en eskorte af 74 Nakajima Ki-43 "Oscar"-jagere fra den japanske hærs 6. luftdivision i Rabaul. 12 Wildcat, 6 P-38 og 10 P-40 fra Henderson blev sendt op for at møde angrebet. I den efterfølgende kamp mistede japanerne seks jagere, mens Cactus Air Force mistede 1 Wildcat, 4 P-40 og 2 P-38. De japanske maskiner kastede deres bomber på amerikanske stillinger ved Matanikaufloden, men forårsagede kun få skader.

### Slaget ved Rennell Island
Halsey troede, at japanerne var i færd med at indlede en stor offensiv rettet mod Henderson Field, og han reagerede ved fra den 29. januar at sende en forsyningskonvoj til Guadalcanal, som blev støttet af hovedparten af hans krigsskibe, som blev delt op i fem eskadrer. Disse fem eskadrer bestod af 2 store hangarskibe, 2 små hangarskibe, 3 slagskibe, 12 krydsere og 25 destroyere og fik betegnelsen Task Group (TG) 62.8.
Forsyningskonvojen blev beskyttet af Task Force 18 (TF 18), under kontreadmiral Robert C. Giffen, med tre tunge og tre lette krydsere, to små hangarskibe og 8 destroyere. En eskadre med USS Enterprise sejlede ca. 400 bagefter TF 18.
Udover at beskytte forsyningskonvojen skulle TF 18 mødes med en styrke på 4 amerikanske destroyere, som lå ved Tulagi kl. 21 den 29. januar med henblik på at sejle op gennem "hullet" (The Slot) nord for Guadalcanal den følgende dag for at dække losningen af transportskibene på Guadalcanal. De små hangarskibe var imidlertid for langsomme til at Giffens styrke kunne nå frem til det planlagte møde, så Giffen efterlod hangarskibene med to destroyere kl. 14 den 29. januar og fortsatte fremad.
Giffens styrke blev fulgt af japanske undervandsbåde, som rapporterede Giffens position og kurs til deres flådehovedkvarter. Omkring midten af eftermiddagen lettede 16 Mitsubishi G4M "Betty" fra 705. luftgruppe og 16 Mitsubishi G3M "Nell" bombefly fra 701. luftgruppe i Rabaul på baggrund af rapporterne fra undervandsbåden. De havde torpedoer med til et angreb på Giffens styrke, som nu var mellem Rennell Island og Guadalcanal.
De japanske torpedofly angreb Giffens skibe i to bølger mellem kl. 19 og 20. To torpedoer ramte den tunge krydser Chicago. De forårsagede store skader og stoppede skibets motorer. Tre japanske fly blev skudt ned af antiluftskyts fra Giffens skibe. Som reaktion sendte Halsey en slæbebåd af sted for at tage Chicago på slæb og beordrede Giffens styrke til at vende tilbage til basen den følgende dag. Seks destroyere blev efterladt som eskorte for Chicago og slæbebåden.
Klokken 16 den 30. januar angreb en gruppe på 11 Mitsubishi torpedofly fra 751. luftgruppe i Kavieng efter mellemlanding på Buka styrken omkring Chicago. Jagerfly fra Enterprise nedskød otte af dem, men de fleste af de japanske fly nåede at udløse deres torpedoer, inden de styrtede ned. En torpedo ramte destroyeren La Vallette og gjorde stor skade. Yderligere fire torpedoer ramte Chicago og sænkede den.
Forsyningskonvojen nåede Guadalcanal og lossede sin last den 30.-31. januar. Resten af Halseys krigsskibe gik i position i Koralhavet syd for Salamonøerne for at afvente de japanske krigsskibe, der måtte eskortere det angreb, de allierede anså for umiddelbart forestående. Afsejlingen af TF 18 fra Guadalcanal-området fjernede en stor potentiel trussel mod Ke-operationen.
Klokken 18.30 den 29. januar kom to korvetter fra den newzealandske flåde HMNZS Moa og Kiwi på sporet af den japanske undervandsbåd I-1, som forsøgte at landsætte forsyninger ud for Kamimbo på Guadalcanal. De to korvetter vædrede og sank I-1 efter 90 minutters kamp. (09°13′S 159°40′Ø / 9.217°S 159.667°Ø).

### Den første evakuering
Mikawa lod sine krydsere blive i Kavieng og samlede alle sine 21 destroyere på den japanske flådebase i Shortlandøerne den 31. januar for at begynde evakueringen. Kontreadmiral Shintaro Hashimoto fik komandoen over denne gruppe destroyere, som fik betegnelsen forstærkningsenheden. "R"-områdeluftstyrkens 60 flyvebåde fik til at opgave at rekognoscere for forstærkningsenheden og hjælpe til med at forsvare den mod angreb fra allierede patruljebåde under de natlige evakueringer. Allierede B-17 Flying Fortress bombemaskiner angreb ankerpladserne ved Shortlandøerne om morgenen den 1. februar. De forårsagede ingen skade, men fire af dem blev skudt ned af japanske jagere. Samme dag angreb 6. luftdivision Henderson Field med 23 "Oscar"og 6 "Lily", men forårsagede ingen skader og mistede selv en jager.
Da han troede, at japanerne måske trak sig tilbage mod sydkysten af Gudalcanal, landsatte Patch om morgenen den 1. februar en forstærket bataljon fra hær og marinekorps, omkring 1.500 mand under oberst Alexander George ved Verahue på Guadalcanals sydkyst. De amerikanske tropper blev landsat fra en transportstyrke med seks LCT og en transportdestroyer Stringham, som blev eskorteret af fire andre destroyere (de samme destroyere, som skulle have ledsaget TF 18 tre dage tidligere). Et japansk rekognosceringsfly opdagede landgangsstyrken. I den tro, at styrken udgjorde en trussel mod nattens planlagte evakuering, blev den angrebet af 13 Aichi D3A2 "Val" styrtbombefly eskorteret af 40 Zeroer fra Buin på Bougainville.
Da de troede, at de japanske angrebsfly var amerikanske, undlod de amerikanske destroyere at skyde, indtil "Val"-bombeflyene begyndte deres angreb. Fra kl. 14.53 blev destroyeren De Haven ramt tre gange og sank næsten med det samme 3 km syd for Savoøen. 167 af besætningen inkl. kaptajnen gik tabt. Destroyeren Nicholas blev beskadiget af flere tætte forbiere. Fem "Val" og 3 zeroer blev skudt ned af antiluftskyts og jagere fra CAF. CAF mistede tre Wildcats under kampen.
Hashimoto afsejlede fra Shortlandøerne kl. 11.30 den 1. februar med 20 destroyere til den første evakuering. 11 destroyere skulle opsamle tropper, mens de andre 9 skulle yde beskyttelse. Destroyerne blev angrebet sidst på eftermiddagen nær Vangunu af 92 fly fra Cactus Air Force, som ankom i to bølger. De allierede fly havde en tæt forbier på Hashimotos flagskib Makinami, der blev svært beskadiget. Fire fly fra CAF blev skudt ned. Hashimoto skiftede over til Shirayuki og gav Fumizuki til opgave at bugsere Makinami tilbage til basen.
11 amerikanske patruljebåde afventede Hashimotos destroyere mellem Guadalcanal og Savoøen. Fra kl. 22.45 var Hashimotos krigsskibe og patruljebådene indviklet i en række løbende slag over tre timer. Med hjælp fra fly fra "R"-området sænkede Hashimotos destroyere tre patruljebåde.
I mellemtiden ankom opsamlingsdestroyerne ud for to opsamlingspunkter ved Kap Esperance og Kamimbo henholdsvis kl. 22.40 og 13. Japanske søfolk færgede de ventende tropper ud til destroyerne i barkasser og landgangsfartøjer. Kontreadmiral Tomiji Koyanagi, næstkommanderende i forstærkningsstyrken, beskrev de evakuerede: "De bar kun rester af klædningsstykker, der var så beskidte, og deres fysiske forfald var ekstremt. De var formentlig lykkelige, men de viste ingen følelser. Deres fordøjelsesorganer var fuldstændig ødelagt. Vi kunne ikke give dem ordentlig mad, kun grød." En anden officer tilføjede, at "Deres balder var så udtærede, at deres anusser var fuldt synlige, og på destroyerne, der samlede dem op, led de af konstant og ukontrolleret diarre."
Efter at have taget 4.935 soldater om bord, fortrinsvis fra 38. division, afsluttede destroyerne ombordtagningen kl. 1.58 og forberedte sig på at sejle tilbage til Shortlandsøerne. Omkring dette tidspunkt blev den japanske destroyer Makigumo fra beskyttelsesgruppen pludselig ramt af en stor eksplosion, som enten stammede fra en torpedo fra en patruljebåd eller en mine. Da han fik at vide, at den ikke kunne sejle, gav Hashimoto ordre til, at den skulle opgives og sænkes (09°15′S 159°47′Ø / 9.250°S 159.783°Ø). Under tilbagefarten blev forstærkningsgruppen angrebet af fly fra CAF kl. 8, men led ingen skade og ankom til Stortlandsøerne uden yderligere episoder kl. 12 den 2. februar.

### Anden og tredje evakuering
Den 4. februar gav Patch 161. infanteriregiment ordre til at afløse 147. regiment ved fronten og genoptage fremrykningen vestpå. Yanobataljonen trak sig tilbage til nye stillinger ved Segilaufloden, og tropper blev sendt af sted for at blokere Georges styrkes fremrykning langs sydkysten. I mellemtiden forblev Halseys hangarskibe og slagskibe lige udenfor de japanske flys rækkevidde omkring 500 km syd for Guadalcanal.
Kondo sendte to destroyere Asagumo og Samidare til Shortlandøerne som erstatning for de to destroyere, der gik tabt under den første evakuering. Hashimoto førte den anden evakueringsoperation med 20 destroyere sydpå mod Guadalcanal kl. 11.30 den 4. februar. CAF angreb Hashimoto i to bølger fra kl. 15.50 med i alt 74 fly. Den japanske destroyer Maikaze blev svært beskadiget af en nær forbier, og Hashimoto satte Magatsuki til at bugsere den tilbage til Shortland. CAF mistede 11 fly under angrebet, mens japanerne mistede en zero.
De amerikanske patruljebåde angreb ikke Hashimotos styrke denne nat, og ombordtagningen foregik uden hændelser. Forstærkningsstyrken tog Hyakutake, hans stab og 3.921 mand, som primært var fra 2. division, om bord og nåede til Bougainville uden hændelser den 5. februar kl. 12.50. En CAF-angrebsstyrke kunne om morgenen ikke finde Hashimotos styrke.
Da de troede, at de japanske operationer den 1. og 4. februar havde været forstærkninger og ikke evakueringer, fortsatte amerikanerne langsomt og forsigtigt med at trænge frem – ca. 800 meter om dagen. Georges styrke gjorde holdt den 6. februar efter at være rykket frem til Titi på sydkysten. På nordkysten begyndte 161. regiment endelig sit angreb vestpå den 6. februar kl. 10, og det nåede Umasanifloden samme dag. Samtidig trak japanerne deres resterende 2.000 tropper til Kamimbo.
Den 7. februar krydsede 161. regiment Umasani og nåede Bunina omkring 15 km fra Kap Esperance. Georges styrke, som nu var under kommando af George F. Ferry, rykkede fra Titi til Marovovo og gravede sig ned for natten omkring 2 km nord for landsbyen.
Da de var opmærksom på, at Halseys hangarskibe og andre store krigsskibe var i nærheden af Guadalcanal, overvejede japanerne at aflyse den 3. evakuering, men besluttede at fortsætte som planlagt. Kondos styrke nærmede sig Guadalcanal nordfra til en afstand af omkring 900 km for at være rede i tilfælde af, at Halseys krigsskibe forsøgte at gribe ind. Hashimoto afsejlede fra Shortlandsøerne med 18 destroyere ved middag den 7. februar. Denne gang fulgte han en rute syd om Salomonøerne i stedet for ned gennem Revnen (the Slot). En angrebsstyrke med 36 fly fra CAF angreb Hashimoto kl. 17.55 og tilføjede destroyeren Isokaze svære skader med en tæt forbier. Isokaze trak sig tilbage ledsaget af Kawakaze. De allierede og japanerne mistede hver et fly under angrebet.
Efter at være ankommet ud for Kamimbo ombordtog Hashimotos styrke 1.972 soldater frem til kl. 0.03 uden at blive generet af den amerikanske flåde. I yderligere 90 minutter sejlede besætningsmedlemmer fra destroyerne frem og tilbage langs kysten, mens de kaldte for at sikre sig, at ingen var blevet ladt tilbage. Kl. 1.32 forlod forstærkningsgruppen Guadalcanal og nåede uden episoder frem til Bougainville kl. 10, hvorved operationen var afsluttet.

## Efterspil
Ved daggry den 8. februar lod den amerikanske hær styrker på begge kyster genoptage fremrykningen, men de mødte kun nogle få syge og døende japanske soldater. Patch forstod nu, at Tokyo Express-missionerne i de sidste uger havde været evakueringer; ikke forstærkningsoperationer. Kl. 16.50 den 9. februar mødtes de to amerikanske styrker på vestkysten ved landsbyen Tenaro. Patch sendte en meddelelse til Halsey, hvor han skrev: "Fuldstændig og total sejr over de japanske styrker på Guadalcanal opnået kl. 16.25 i dag ... Tokyoekspressen har ikke længere endestation på Guadalcanal."
Det var lykkedes japanerne at evakuere 10.652 mand fra Guadalcanal, næsten alle der var tilbage af de 36.000 mand, som var sendt til øen under slaget. Sekshundrede af de evakuerede bukkede under af deres kvæstelser eller sygdom, inden de kunne få tilstrækkelig medicinsk hjælp. 3.000 flere måtte gennemgå længerevarende sygehusophold eller rekonvalescens. Efter at have fået besked om afslutningen på operationen roste Yamamoto alle de involverede enheder og beordrede Kondo at vende tilbage til Truk med sine krigsskibe. 2. og 38. division blev sejlet til Rabaul og delvis genopbygget med reserver. 2. division blev overført til Filippinerne i marts 1943, mens 38. division fik til opgave at forsvare Rabaul og New Ireland. 8. områdearmé og den sydøstasiatiske flåde koncentrerede deres styrker om at forsvare de centrale Salomonøer på Kolombangara og New Georgia og forberedte sig på at sende forstærkningerne, som fortrinsvis bestod af 51. infanteridivision, som oprindelig var øremærket til Guadalcanal, til Ny Guinea. 17. armé blev genopbygget omkring 6. division og fik hovedkvarter på Bougainville. Nogle få omstrejfende japanere forblev tilbage på Guadalcanal, men mange af dem blev senere dræbt eller taget til fange af amerikanske patruljer. Den sidste japanske soldat overgav sig så vidt vides i oktober 1947.
Historikere har senere kritiseret amerikanerne og især Patch og Halsey for ikke at have draget fordel af deres overlegenhed på jorden, i luften og på havet til at forhindre den vellykkede japanske evakuering af hovedparten af deres resterende styrker fra Guadalcanal. Chester Nimitz, der var øverstkommanderende for de allierede styrker i Stillehavet, sagde om den vellykkede operation Ke: "Til det sidste lod det til at japanerne forsøgte at gennemføre en storstilet forstærkning. Det var kun, fordi de var dygtige til at skjule deres planer og hurtige til at udføre dem, at japanerne kunne trække resterne af deres tropper tilbage fra Guadalcanal. Først da alle organiserede enheder var blevet evakueret den 8. februar, forstod vi formålet med deres luft- og flådebevægelser."
Ikke desto mindre var den vellykkede generobring af Guadalcanal fra japanerne en vigtig strategisk sejr for amerikanerne og deres allierede. Med udgangspunkt i successen på Guadalcanal og andre steder fortsatte de allierede deres felttog mod Japan som kulminerede med Japans nederlag ved slutningen af 2. verdenskrig.

### Bøger
- Brown, David (1990). Warship Losses of World War Two. Naval Institute Press. ISBN 1-55750-914-X.
- Crenshaw, Russell Sydnor (1998). South Pacific Destroyer: The Battle for the Solomons from Savo Island to Vella Gulf. Naval Institute Press. ISBN 1-55750-136-X.
- D'Albas, Andrieu (1965). Death of a Navy: Japanese Naval Action in World War II. Devin-Adair Pub. ISBN 0-8159-5302-X.
- Dull, Paul S. (1978). A Battle History of the Imperial Japanese Navy, 1941-1945. Naval Institute Press. ISBN 0-87021-097-1.
- Frank, Richard B. (1990). Guadalcanal : The Definitive Account of the Landmark Battle. New York: Penguin Group. ISBN 0-14-016561-4.
- Griffith, Samuel B. (1963). The Battle for Guadalcanal. Champaign, Illinois, USA: University of Illinois Press. ISBN 0-252-06891-2.
- Hayashi, Saburo (1959). Kogun: The Japanese Army in the Pacific War. Marine Corps Association. ASIN B000ID3YRK.
- Jersey, Stanley Coleman (2008). Hell's Islands: The Untold Story of Guadalcanal. College Station, Texas: Texas A&M University Press. ISBN 1-58544-616-5.
- Morison, Samuel Eliot (1958). The Struggle for Guadalcanal, August 1942 – February 1943, vol. 5 of History of United States Naval Operations in World War II. Boston: Little, Brown and Company. ISBN 0-316-58305-7.
- Rottman, Gordon L. (2005).  Dr. Duncan Anderson (red.). Japanese Army in World War II: The South Pacific and New Guinea, 1942-43. Oxford and New York: Osprey. ISBN 1-84176-870-7.
- Tagaya, Osamu (2001). Mitsubishi Type 1 "Rikko" 'Betty' Units of World War 2. New York: Osprey. ISBN 978-1-84176-082-7.
- Toland, John (1970). The Rising Sun: The Decline and Fall of the Japanese Empire, 1936-1945 (2003 udgave). New York: The Modern Library. ISBN 0-8129-6858-1.

### Eksterne kilder
- Hough, Frank O.; Ludwig, Verle E.; Shaw, Henry I., Jr. "Pearl Harbor to Guadalcanal". History of U.S. Marine Corps Operations in World War II. Hentet 2006-05-16.
- Miller, John Jr. (1995) [1949]. Guadalcanal: The First Offensive. United States Army in World War II. United States Army Center of Military History. CMH Pub 5-3. Arkiveret fra originalen 25. december 2007. Hentet 2006-07-04.
- Parshall, Jon. "Imperial Japanese Navy Page (Combinedfleet.com)". Hentet 2006-06-14. {{cite web}}: Ukendt parameter |coauthors= ignoreret (|author= foreslået) (hjælp)
- Shaw, Henry I. (1992). "First Offensive: The Marine Campaign For Guadalcanal". Marines in World War II Commemorative Series. Hentet 2006-07-25.
- Zimmerman, John L. (1949). "The Guadalcanal Campaign". Marines in World War II Historical Monograph. Hentet 2006-07-04.